# Abbaye du Jardinet
L'abbaye du Jardinet (ou abbaye Notre-Dame-du-Jardinet) était un monastère cistercien, d’abord de moniales et ensuite de moines, se trouvant à Walcourt, en province de Namur (Région wallonne de Belgique). Fondé en 1232, le monastère vit ses derniers moines expulsés en 1793 et fut finalement incendié par les révolutionnaires français.

## Origine

### La légende de Notre-Dame-du-Jardinet
L’histoire de l’origine de l’abbaye se mêle à la légende. En 1228 un incendie ravage la collégiale de Walcourt. Alors que le bâtiment est presque entièrement détruit l’image de la Vierge Marie s’élève au-dessus des flammes et se pose sur un arbre à quelque distance, en un endroit qui s’appelle « le Jardinet ». La statue demeure sur l’arbre : on ne parvient pas à l’en tirer.
Les habitants font appel au seigneur, Thierry II de Walcourt. Arrivé sur les lieux celui-ci s’agenouille et fait le vœu d’établir au Jardinet un monastère et de reconstruire la collégiale. Dès que le vœu est prononcé, la statue descend dans ses bras.

### Le fait de la fondation
Ce qui est certain c’est que, par une charte datée de 1232, Thierry II de Walcourt (1170-1234) fonde financièrement l’abbaye Notre-Dame du Jardinet (Jardinetum Beatae Mariae), renonçant à ses droits sur les lieux et donnant aux moniales cisterciennes des moyens de subsistance : douze jardins qui seront le lieu d'implantation de l'abbaye (d'où son nom), des droits de pêche, de pâture et de mouture .

## Histoire

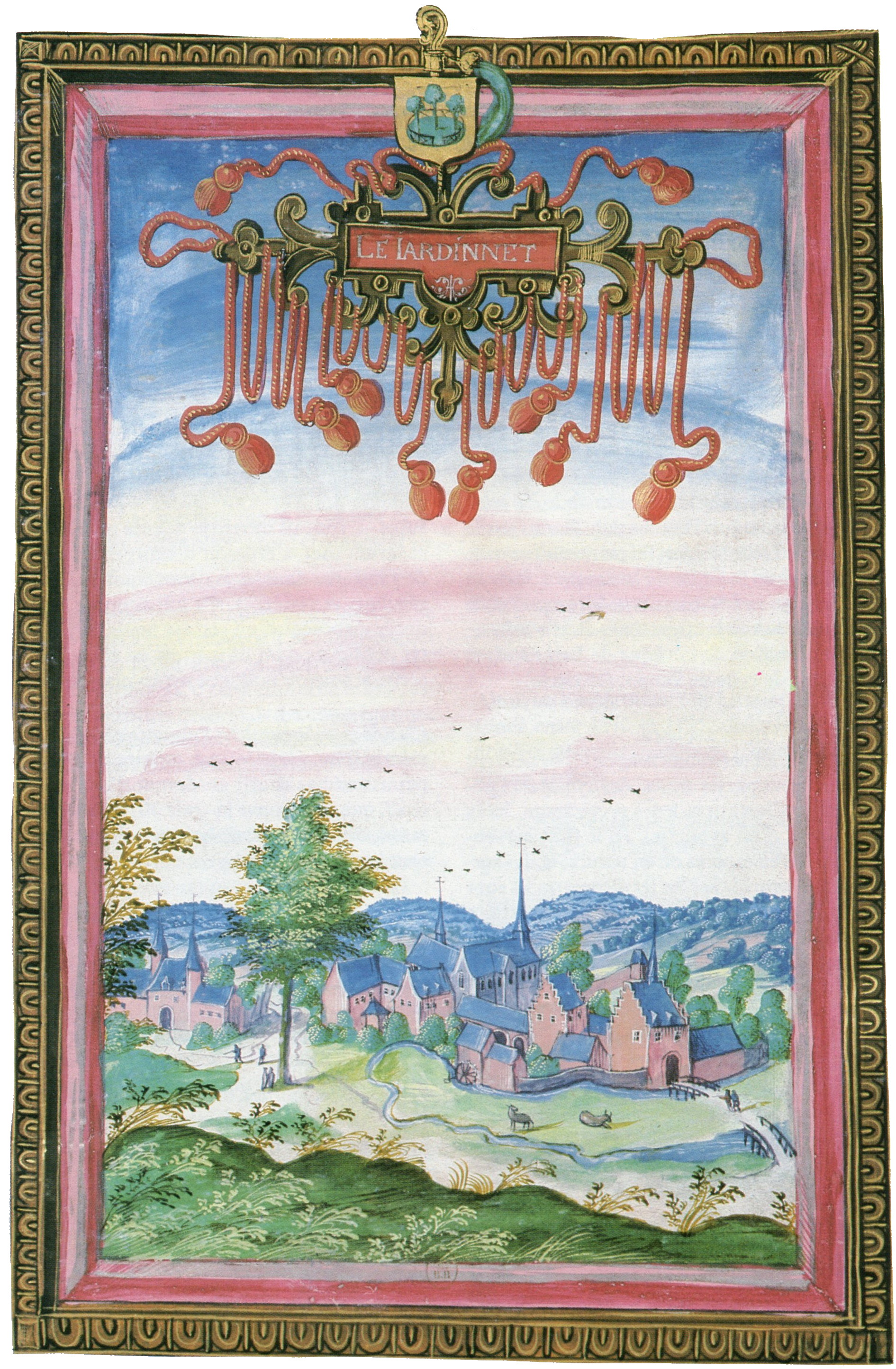
Abbaye du Jardinet en 1604 (Albums de Croÿ)

### Période des moniales cisterciennes
Les moniales ont laissé peu de souvenirs. Alix, abbesse de Fontenelle, devient abbesse au Jardinet en 1242. Le cartulaire d’Aulne (dont dépend le Jardinet) mentionne une abbesse Marie en 1311.
Au XVe siècle, la population monacale chute drastiquement et la discipline monastique laisse gravement à désirer, au point que, après inspection faite par les abbés d’Aulne et de Cambron, le chapitre général de l’ordre cistercien décide de la dispersion de la communauté des moniales. Quand les deux abbés viennent au Jardinet, signifier l’exécution du décret en 1440, il ne s’y trouve plus que six religieuses. Elles sont déliées de leurs vœux de stabilité et d’obéissance.

### Arrivée des moines cisterciens
Le 26 mai 1441, les deux abbés délégués installent Jean Eustache , comme premier prélat masculin du Jardinet, qui remplace les trois seules religieuses qui y restent par des moines. La renaissance du monastère est remarquable : dans une abbaye plus pauvre, à la vie austère, régulière et plus sévèrement fermée au monde extérieur, l’abbé Eustache reçoit la profession religieuse de quarante-six moines et trente-cinq frères convers. Étant donné son âge avancé, il démissionne en 1477,.
Dans l’entre-temps la réputation des moines fait qu’ils sont sollicités comme confesseurs auprès de monastères féminins : au Saulchoir (Tournai), Ath, Valduc, et même chez des moniales bénédictines. Attaché à la tradition cistercienne d’aide mutuelle (comme inscrite dans la Carta Caritatis de l’Ordre), Le Jardinet prête son concours à d’autres abbayes. Des abbayes voisines (entre autres Moulins, Saint-Rémy (Rochefort), Boneffe et Villers) se choisissent des moines du Jardinet comme abbé. Il meurt en 1481.  
Le successeur de Jean Eustache est Martin de Lannoy, élu en 1471. Le troisième abbé se nomme Arnould de Solbreucq, originaire de Ath. Son cas est exceptionnel en cela qu’il est un ancien bénédictin (de l’abbaye Saint-Martin de Tournai), entré au Jardinet en 1483. Élu abbé du Jardinet en 1489, il y maintient les bonnes traditions et la réputation d’austérité et de fidélité à la règle. Sous son abbatiat, vingt-huit moines et neuf convers sont admis. En 1489, on comptait déjà cent trois religieux à l'abbaye. Exceptionnel également le fait que, avec la permission de l’abbé général de Cîteaux, il accepte d’être élu abbé des moines bénédictins de Gembloux où il est investi de sa nouvelle charge en 1502. Il y meurt en 1511.

### La commende
Les abbés suivants se succèdent les uns aux autres assez rapidement. L’un d’eux, Guillaume Flecquier, élu en 1520 démissionne six ans plus tard pour se faire ermite à Thirissart (près de Chimay). Jacques Raveschot démissionne également en 1530. Jacques de Rosa, moine de Cîteaux, lui succède. « Homme d’esprit et de grande science » (d’après le chroniqueur), Jacques de Rosa ne manque pas d’ambition non plus. Il parvient à s’annexer l’abbaye de Vaucelles en 1557 qu’il dirige conjointement avec le Jardinet. C’est mal vu de ses propres moines. Rosa tente d’obtenir l’abbaye de Loos également. Il échoue. Contraint par le chapitre général de Cîteaux de choisir entre le Jardinet et Vaucelles, il opte pour la seconde et y emporte pas mal de biens appartenant au Jardinet, y compris chevaux et bœufs. L’appréciation finale du chroniqueur est acerbe : il a gouverné « non sicut pater sed sicut tyrannus et latro » (« lil ne fut pas un père, mais un tyran et un voleur »).

### La décadence auxXVIIeetXVIIIesiècles
Il y a encore quelques belles figures au Jardinet. Robert de Namur (de la famille des vicomtes d’Elzée de Namur), moine de Villers, est élu abbé du Jardinet en 1631. Avec ses moines il fit face courageusement aux troupes allemandes, françaises, et espagnoles qui, en différentes occasions, ravagent la région durant les graves troubles du XVIIe siècle. Le monastère subit de nombreux dégâts.

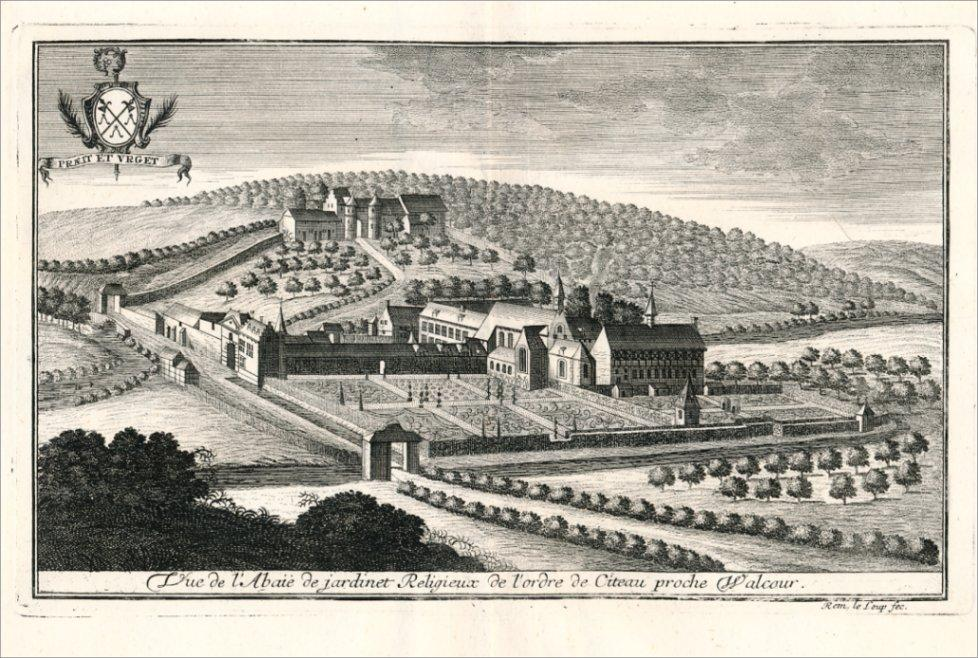
L'abbaye du Jardinet, gravure de 1744 par Remacle Le Loup.

Le départ de Robert de Namur pour l’abbaye de Villers où il est élu abbé (1647) est comme un tournant. C’est le début d’une lente décadence au Jardinet. La prospérité appartient au passé, et le nombre de moines décroît. Sous Bernard Loyetz, élu en 1665, il ne s’y trouve plus que dix-sept moines. Le dix-neuvième abbé, Ignace Malfroid, élu en 1710, n’a plus autour de lui que onze moines. L’abbaye végète durant tout le XVIIIe siècle sous les abbés Maréchal, Sébastien Delestenne et Paul Lebecque.

### La Révolution française
Jean Wautelet, élu abbé en octobre 1790 et consacré à Aulne l’année suivante, est le vingt-quatrième et dernier abbé du Jardinet. En 1793, Wautelet et les quelques moines qui restent au Jardinet sont chassés de l’abbaye par l'armée de Sambre-et-Meuse qui, en outre, met le feu aux bâtiments. Le monastère est officiellement supprimé en 1796.

## Aujourd'hui
- À part une longue rue du Jardinet et une ferme de l'abbaye il ne reste plus, à Walcourt, que le portail d'entrée de l'abbaye construit en 1713 par Ignace Malfroid, 19e abbé, qui le signa en y laissant sur le tympan son écusson avec sa devise: Praeit et urget.
- Une trentaine de manuscrits provenant de la bibliothèque du Jardinet, - certains très anciens - sont conservés au musée provincial des arts anciens du Namurois (à Namur).
- Patrimoine immatériel : au jour de la Trinité, le grand Tour Notre-Dame commémore chaque année depuis le XIIIe siècle la promesse adressée à la Vierge par Thierry II de Walcourt, de construire l'abbaye (et de reconstruire l'église incendiée). Cette procession folklorique, accompagnée de nombreux marcheurs et émaillée d'arrêts devant les chapelles et potales, s'étire sur huit kilomètres autour de la basilique[10].